# Packard Single Eight
Packard Single Eight (Single 8) –  samochód osobowy amerykańskiej marki Packard wytwarzany w roku 1924. Oznaczany był symbolami 136 i 143. Łącznie wyprodukowano go w liczbie 8401 egzemplarzy (3507 sztuk z mniejszym plus 4894 sztuki z większym rozstawem osi).
Występował w różnych odmianach nadwozia: Runabout, Sedan, Coupe, Limousine, Touring, Sport (nr 136 i 143, 1st, rocznik 1924).